# Неревский конец
Нере́вский коне́ц — жилой район средневекового Новгорода, на севере Софийской стороны, вдоль левого берега реки Волхов, за ним начиналась Водская пятина Новгородской земли.
Неревский конец в XV веке стал наряду со Славенским считаться «великим», по-видимому, это было обусловлено успешной колонизацией двинских земель преимущественно боярством Неревского конца и политической деятельности Исака Андреевича Борецкого.
Упоминания в летописях сравнительно нечастые, тяготеющие к позднему Средневековью, например:
В лето 6922 (1414 год)… 
месяца августа погоре Неревский конец от
святого Володимера и до Гзени»
Неревский конец упоминается в летописях раньше, чем другие концы Новгорода, а именно в 4-й Новгородской летописи — с 1067 года, в 1-й Новгородской летописи — с 1172 года. Для сравнения можно указать, что Людин конец упоминается с 1194 года (помимо летописи, также в берестяной грамоте № 954 1-й четверти XII века), Славенский конец, — если не считать поздних летописей, — с 1231 года (Славно — с 1105 года). Плотницкий конец (с той же оговоркой) — с 1368 года. (Плотники — с 1197 года, Плотницкий ручей — с 1134 года), Загородский конец — с 1384 года (Загородцы — с 1218 г.). Но отсутствие ранних упоминаний о других концах, не позволяет ещё утверждать, что Неревский конец был древнейшим.

## Этимология
Предполагается, что Неревский конец назван по имени племени нерева или финно-угорской народности меря. Существуют также множество гипотез о происхождении этнонима нерева, например от реки Нарова (Нарва), или нерева-славяне, пришедшие с реки Нарев, на территории современной восточной Польши, также нерева — неизвестное балтское племя, и что название более древнее и происходит от праиндоевропейского языка (подобно Нарва, Неретва, Нерис, Нерль, Неро, Нарев) и означает место у воды и множество других предположений ни одно из которых не нашло своего убедительного подтверждения.

## Неревский раскоп
Неревский раскоп на месте Неревского конца вёлся в течение 12 лет. Была вскрыта площадь около 10 тысяч м². На раскопе 26 июля 1951 года во время раскопок, которые вела археологическая экспедиция Московского университета и Института археологии Академии наук СССР под руководством А. В. Арциховского, была обнаружена первая берестяная грамота средневековой Руси и первая деревянная «пломба-цилиндр».
В 1952 году археологи обнаружили и вскрыли на протяжении 183 метров Великую улицу — главную улицу Неревского конца. Она вела от детинца к северу, пересекая при этом улицу Яневу, Щеркову, Розважу, Козьмодемьянскую, Холопью, и уходила дальше по Неревскому концу прямо на север в сторону княжеского Зверинца (позднее Зверин монастырь). Была вскрыта также Холопья улица, в 1955 году перекрёсток Великой и Козьмодемьянской улиц. При раскопках были обнаружены остатки жилых и хозяйственных построек, в том числе и усадьба новгородского посадника Онцифора Лукинича, а также предметы домашнего обихода, монеты и другие предметы.
Древнейшая мостовая Великой улицы Неревского конца датируется 953 годом (28 ярус).
На Неревском раскопе нашли два клада конца X века: в  1953 году первый клад (60 целых дирхамов), в 1956 году второй (101 целая монета).
Однородность материалов по домостроительству и близость керамического набора ранних напластований Троицкого и Неревского раскопов являются важным аргументом против предположения о разноэтничности первоначальных поселений на территории Людина и Неревского концов.
На Козьмодемьянской улице и на южном отрезке Великой улицы (начиная от перекрестка этих улиц) было 28 настилов мостовых, причём три нижних настила 26, 27 и 28 соорудили до того, как возникла Холопья улица. На Холопьей (и на большей части Великой улицы) было 25 настилов мостовых. Под нижней мостовой Козьмодемьянской улицы доярусный культурный слой достигал толщины от 14 до 37 см (раскопы XV, XXXI), под нижней мостовой Великой улицы — от 27
(раскоп XVI) до 53 (раскоп XVII) см. Наибольшую мощность (63—98 см) доярусный слой имел на раскопах XVII—XX. В конце хронологической лакуны в 940 годах в Новгороде появляются (возможно здесь же и отлитые из олова) фальшивые куфические монеты и один небольшой клад литых фальшивых монет.
На Неревском раскопе большее количество тканей найдено в слоях XII—XIV веков, меньшее — в слоях XV века и первой половины XVI века.
На месте двух усадеб у перекрёстков улиц Холопской и Козмодемьянской с Великой улицей советскими археологами найдены следы пожарищ 989—990 гг., подтверждающие сведения Иоакимовской летописи о крещении Новгорода «огнём и мечом».
Металлический футляр для складных раннесредневековых весов середины X века с граффити (тройной треугольник) нашли на Неревском раскопе в ранних напластованиях усадьбы «К». В предматериковом слое середины X века усадьбы «Е» нашли костяное навершие (возможно, отвес), с аналогичным по композиции знаком. На ул. Великой под возведённой на материке постройкой, обнаружен II Неревский клад куфических дирхемов последней четверти X века (младшая монета 974/975 гг.).
Для Неревского раскопа получено 1032 дендродаты, которые демонстрируют непрерывное развитие городской застройки на этой территории с 950-х годов по 1470-е годы. Также как и на Троицком раскопе на Неревском раскопе достаточно чётко обозначен пик строительной активности после 1114 года, когда район восстанавливался после пожара 1113 года.

## В XXI веке
Современные улицы города на месте Неревского конца — Великая, Розважа и другие — по направлению и положению почти совпадают с историческими.

## Комментарии
1. ↑  Академик Рыбаков Б. А. также согласен с этим годом крещения Новгорода — см. его предисловие к книге Рапова О. М. Русская церковь в IX — первой трети XII в. Принятие христианства. — М.: Русская панорама, 1998 — ISBN 5-93165-004-0